# Julio Enrique Martínez
Julio Enrique Martínez Rivera (né le 8 juillet 1985 à Coatepeque au Salvador) est un joueur de football international salvadorien, qui évolue au poste d'attaquant.

## Biographie

### Carrière en sélection
Avec l'équipe du Salvador, il joue 13 matchs (pour 2 buts inscrits) entre 2006 et 2013.
Il figure dans le groupe des sélectionnés lors des Gold Cup de 2007 et de 2009.
Il joue également cinq matchs comptant pour les tours préliminaires de la coupe du monde 2010.

## Palmarès
| Isidro Metapán - Championnat du Salvador (4) : - Champion : 2007 (Clôture), 2008 (Ouverture), 2009 (Clôture) et 2012 (Ouverture). |  | Alianza - Championnat du Salvador (1) : - Champion : 2011 (Clôture). |